# Іван Фундора
Іван Фундора Зальдівар (ісп. Iván Fundora Zaldivar; нар. 14 квітня 1976, Гавана) —  кубинський борець вільного стилю, бронзовий призер чемпіонату світу, восьмиразовий призер Панамериканських чемпіонатів, чемпіон Панамериканських ігор, переможець Кубку світу, бронзовий призер Олімпійських ігор. 

## Біографія
Боротьбою почав займатися з  1984 року. 
Виступав за борцівський клуб «Cerro Pelado» з Гавани.

## Виступи на Олімпіадах
| Змагання                    | Збірна | Вагова категорія | Місце  |
| --------------------------- | ------ | ---------------- | ------ |
| Літні Олімпійські ігри 2004 | Куба   | 74 кг            | Бронза |
| Літні Олімпійські ігри 2008 | Куба   | 74 кг            | 5      |

## Виступи на Чемпіонатах світу
| Змагання                        | Збірна | Вагова категорія | Місце  |
| ------------------------------- | ------ | ---------------- | ------ |
| Чемпіонат світу з боротьби 2005 | Куба   | 74 кг            | 7      |
| Чемпіонат світу з боротьби 2006 | Куба   | 74 кг            | 14     |
| Чемпіонат світу з боротьби 2007 | Куба   | 74 кг            | Бронза |
| Чемпіонат світу з боротьби 2009 | Куба   | 74 кг            | 17     |
| Чемпіонат світу з боротьби 2010 | Куба   | 74 кг            | 5      |

## Виступи на Панамериканських чемпіонатах
| Змагання                                   | Збірна | Вагова категорія | Місце  |
| ------------------------------------------ | ------ | ---------------- | ------ |
| Панамериканський чемпіонат з боротьби 2003 | Куба   | 74 кг            | Золото |
| Панамериканський чемпіонат з боротьби 2004 | Куба   | 74 кг            | Золото |
| Панамериканський чемпіонат з боротьби 2005 | Куба   | 74 кг            | Золото |
| Панамериканський чемпіонат з боротьби 2006 | Куба   | 74 кг            | Золото |
| Панамериканський чемпіонат з боротьби 2007 | Куба   | 74 кг            | Золото |
| Панамериканський чемпіонат з боротьби 2008 | Куба   | 74 кг            | Золото |
| Панамериканський чемпіонат з боротьби 2009 | Куба   | 74 кг            | Золото |
| Панамериканський чемпіонат з боротьби 2009 | Куба   | 84 кг            | 5      |
| Панамериканський чемпіонат з боротьби 2010 | Куба   | 74 кг            | Золото |

## Виступи на Панамериканських іграх
| Змагання                  | Збірна | Вагова категорія | Місце  |
| ------------------------- | ------ | ---------------- | ------ |
| Панамериканські ігри 2007 | Куба   | 74 кг            | Золото |

## Виступи на Кубках світу
| Змагання                    | Збірна | Вагова категорія | Місце  |
| --------------------------- | ------ | ---------------- | ------ |
| Кубок світу з боротьби 2005 | Куба   | 74 кг            | Золото |
| Кубок світу з боротьби 2006 | Куба   | 74 кг            | 4      |

## Виступи на інших змаганнях
| Змагання                                              | Збірна | Вагова категорія | Місце  |
| ----------------------------------------------------- | ------ | ---------------- | ------ |
| Олімпійський кваліфікаційний турнір 2004 (Братислава) | Куба   | 74 кг            | Срібло |
| Гран-прі Німеччини з боротьби 2007                    | Куба   | 74 кг            | Срібло |